# Garganta del Diablo
La garganta del Diablo es un conjunto de saltos de agua del río Iguazú, de hasta 80 m de altura, que se precipitan en una angosta garganta, la cual concentra el mayor caudal de las cataratas del Iguazú, siendo a su vez estas cataratas las de mayor caudal del mundo.
La garganta del Diablo se encuentra localizada en la frontera de la provincia de Misiones, en el parque nacional Iguazú, Argentina, con el parque nacional del Iguazú del estado de Paraná, Brasil.

## Salto Unión
El Salto Unión es el salto que da origen a la Garganta del Diablo, el mismo se encuentra sobre la línea que divide a Argentina de Brasil. Las cataratas miden en ese salto casi 80 metros de altura y al caer el agua, se forman arco iris y altas nubes de niebla y rocío que pueden verse a más de 7 km de distancia.

## Transporte turístico
Se accede a la Garganta del Diablo, desde el lado argentino, mediante de un Tren ecológico que utiliza gas como combustible, bajando en la  Estación Garganta del Diablo hasta Puerto Canoas, para luego caminar sobre una pasarela de acero (la anterior pasarela de madera fue destruida por la gran inundación del año 1992), hasta llegar al mirador de la Garganta del Diablo, donde estaremos muy cerca de la catarata, y podremos escuchar y ver el espectáculo único de la gran masa de agua del río precipitándose al vacío. Es uno de los puntos más visitados de todas las Cataratas, siendo muy concurrido durante todo el año.
Es también posible realizar un recorrido en lancha, desde unos embarcaderos aguas abajo, hasta las proximidades de los saltos de agua y de la propia garganta, pasando muy cerca de la caída del agua.
También existe la posibilidad de sobrevolar las cataratas contratando un vuelo en helicóptero para disfrutar de una de las mejores vistas a nivel mundial.

## Frontera Argentina - Brasil
El Salto Unión es el más grande, majestuoso e imponente de todos los saltos. Este salto da origen a la "Garganta del diablo" (serie de saltos que están muy juntos en forma de "U" cerrada), y por encima del Salto Unión corre la línea fronteriza entre Argentina y Brasil.  Del total de las cataratas y saltos de Iguazú la mayor parte pertenecen a la Argentina (casi un 80 % de las cataratas), pero desde ambos países se obtienen bellas panorámicas, pues al ofrecer distintos ángulos de vista, se complementan.

## Isla de San Martín
Justo al costado de la caída de agua de la Garganta del Diablo, se encuentra la isla de San Martín que posee abundante vegetación y una gran población de buitres negros americanos.
La isla formaba parte del "Paseo Inferior" pero a raíz de la enorme crecida del año 2014 ya no es accesible a los turistas del parque nacional Iguazú.

## Fauna
En los alrededores de la Garganta del Diablo existe una enorme biodiversidad; entre las especies faunísticas destaca un ave que anida en la propia garganta: el vencejo de cascada, especie que tiene como característica la de construir los nidos detrás de los saltos de agua. Esta especie posee unas patas muy cortas, las cuales están adaptadas para poder adherirse a las rocas mojadas. Pasa gran parte del día volando en procura de insectos los cuales constituyen su alimento. 

## Galería de imágenes

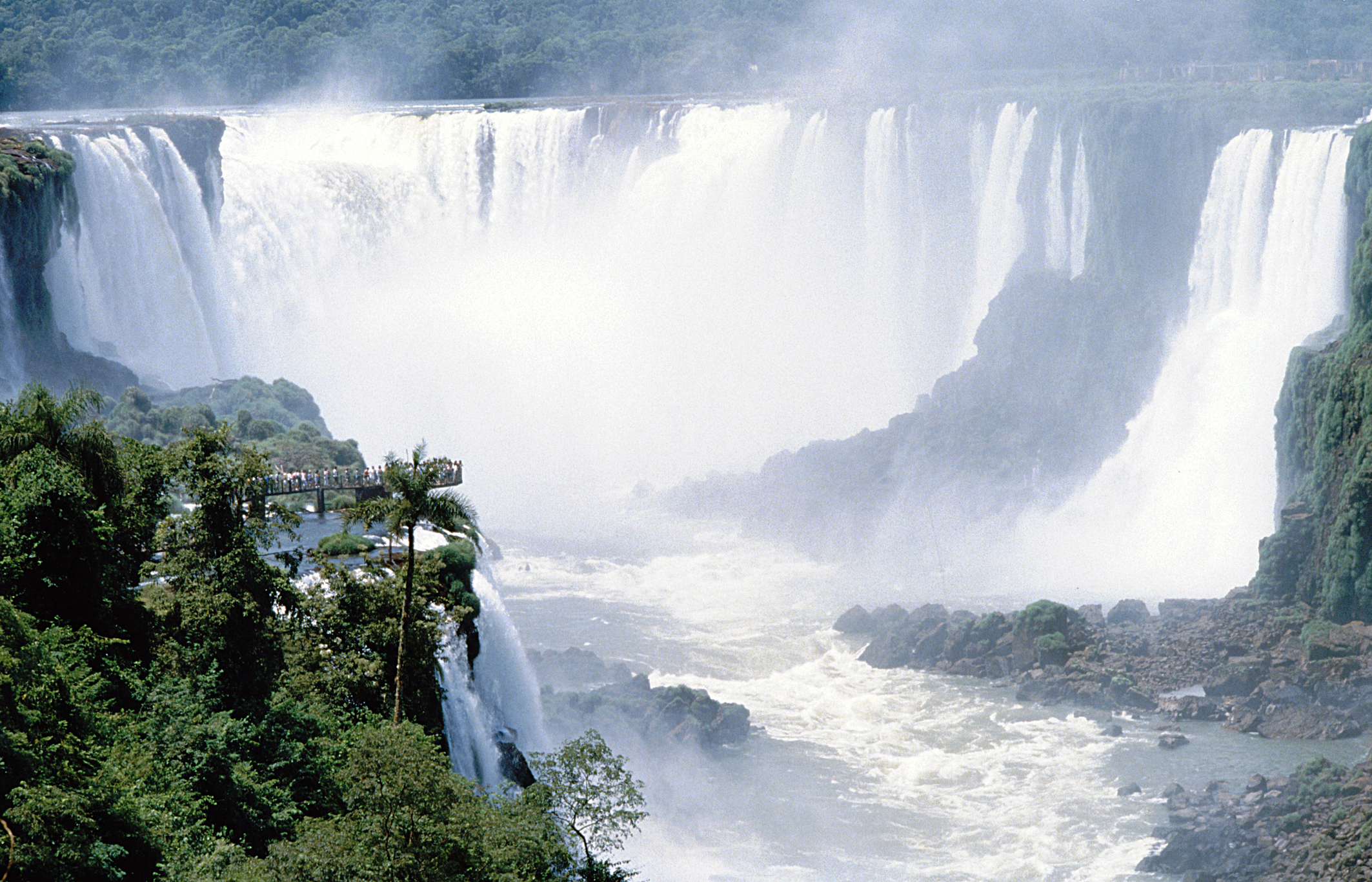
Cataratas del Iguazú, en el centro, la Garganta del Diablo.
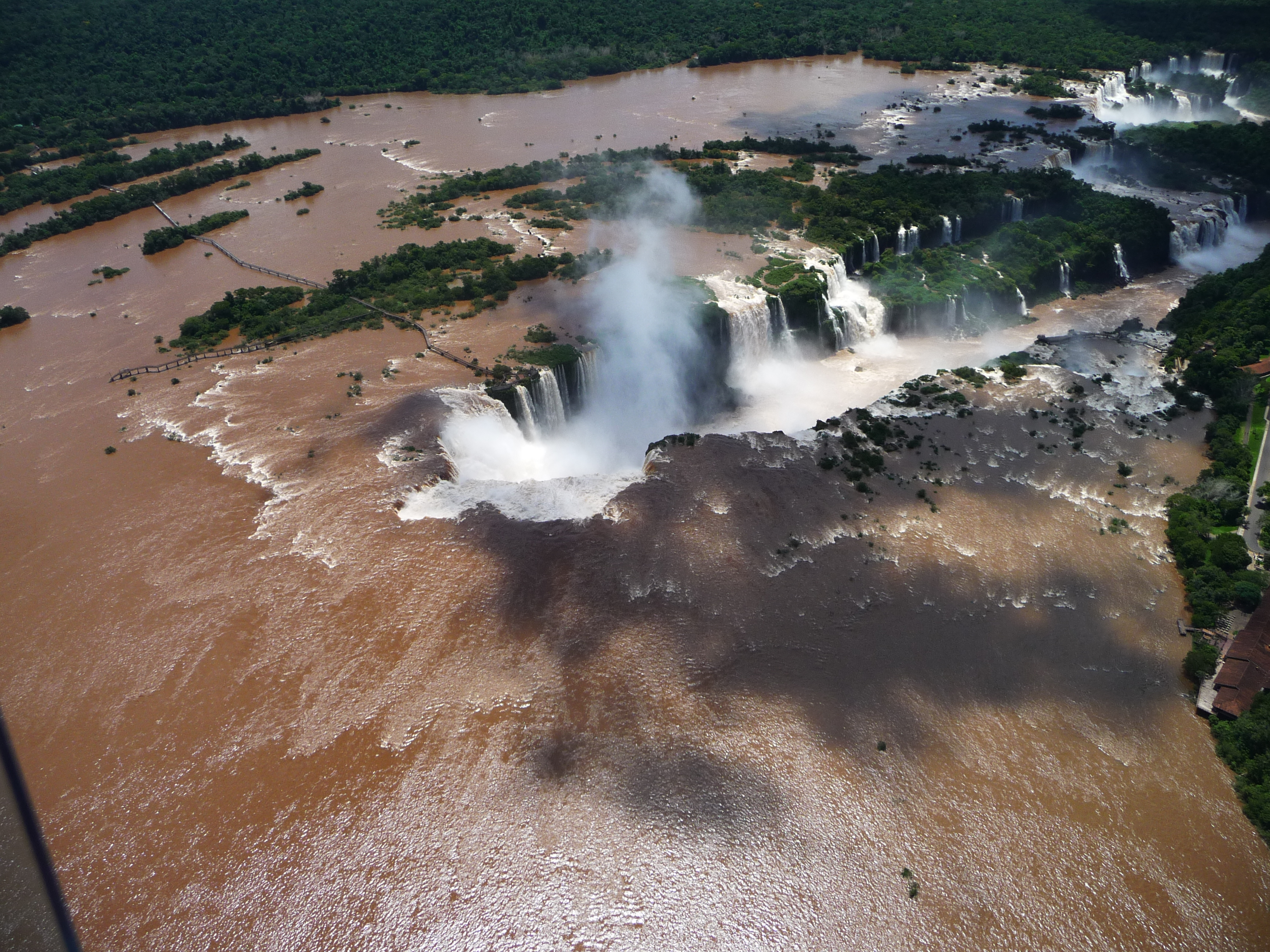
Imagen aérea de la Garganta del Diablo.
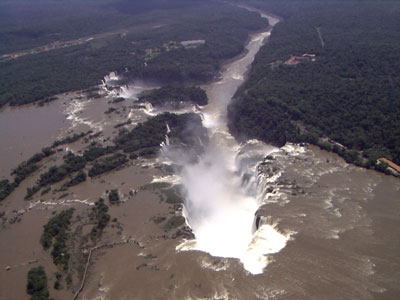
Imagen de la garganta.
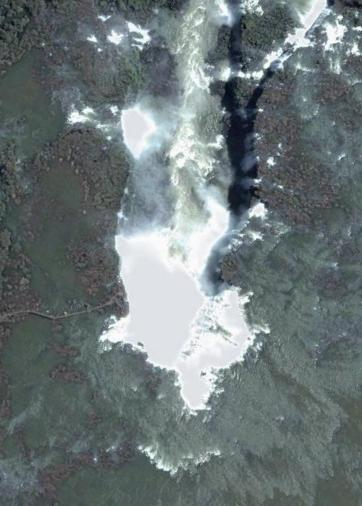
Imagen satelital de la garganta.
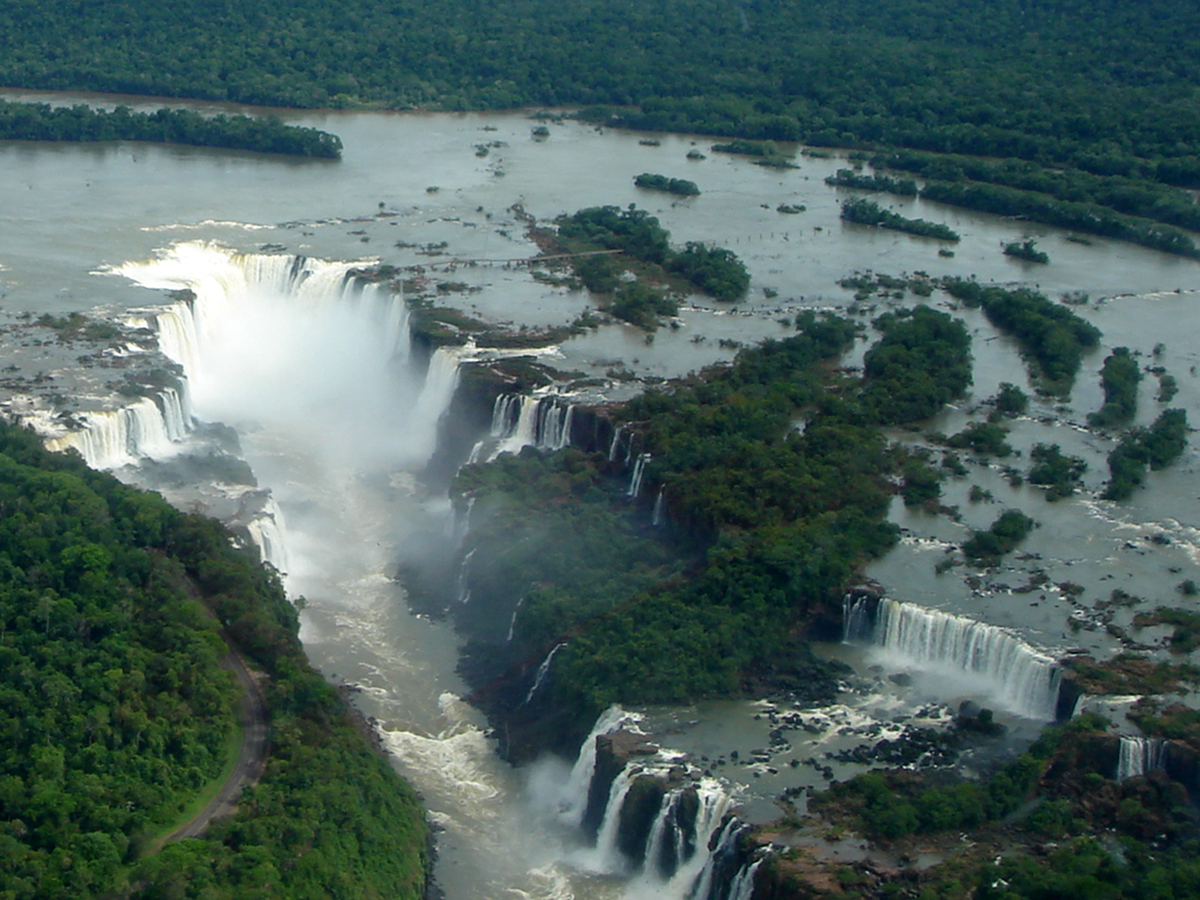
Imagen de la garganta y algunos otros saltos próximos a esta.
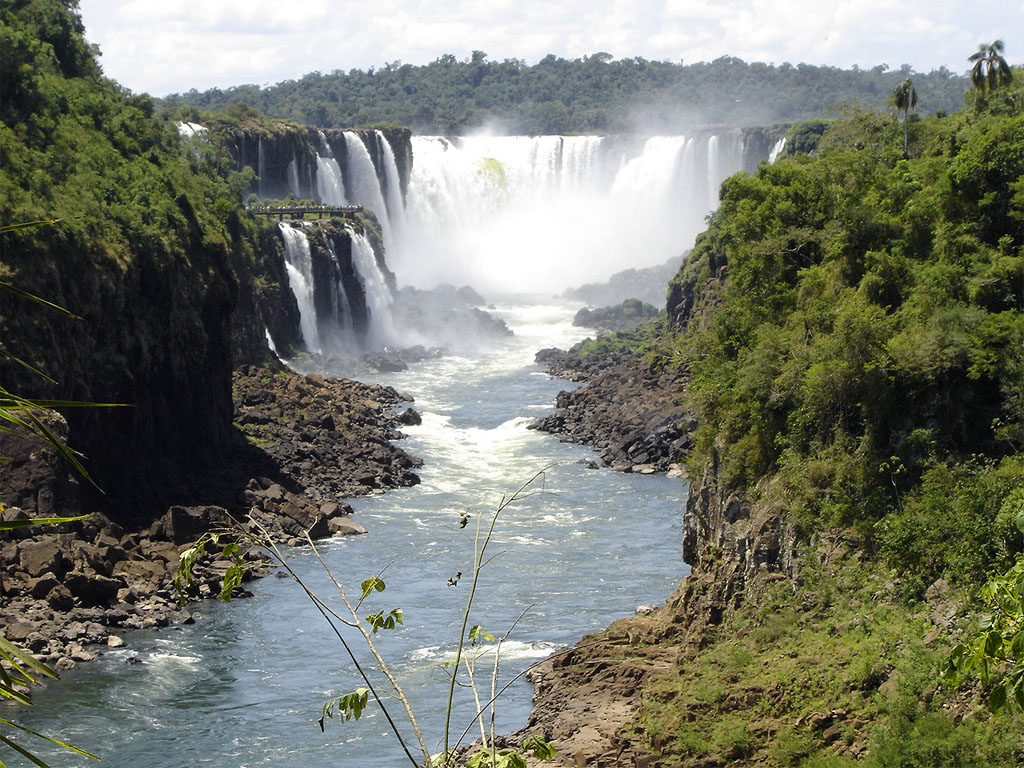
A lo lejos.